# Seuter (Familie)
Die mehreren Familien Seuter (auch Seutter usw.) gleichen oder ähnlichen Namens zu Ende des Mittelalters und zu Beginn der Neuzeit in Süddeutschland wurden und werden oft wie eine Familie genannt. Sie gehörten denselben gesellschaftlichen Kreisen an, führten gegebenenfalls bürgerliche oder rittermäßige Wappen, allerdings unterschiedliche, und manche waren Angehörige eines reichsstädtischen Patriziats.

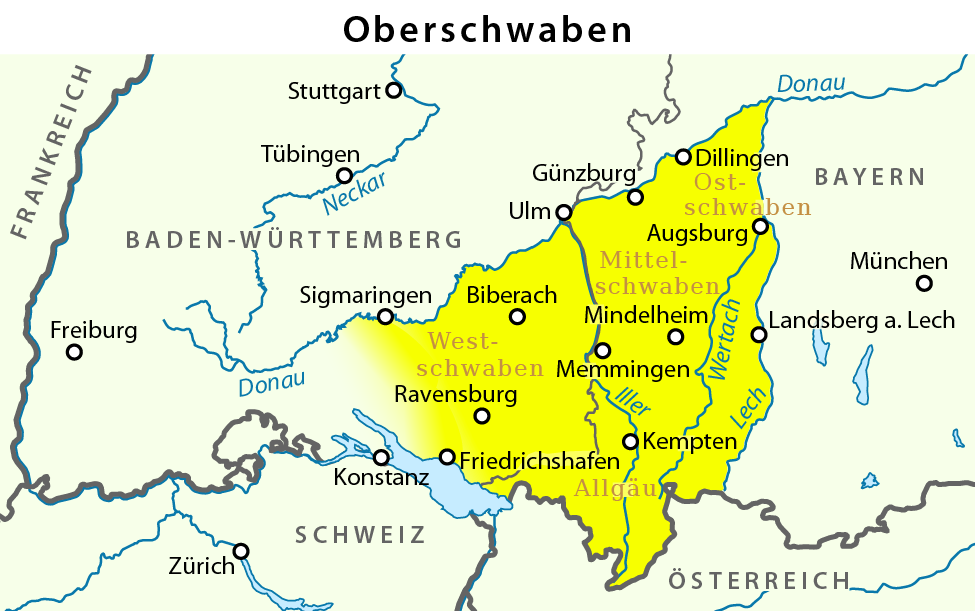
Oberschwaben, Herkunftsgebiet der mit den Patriziern der süddeutschen Reichsstädte vielfach versippten Familien Seuter.

Trotz fehlender Nachweise wird häufig ihre Verwandtschaft angenommen: Scheinbar stammten alle aus dem Allgäu in Oberschwaben. Suiters zum Beispiel, eine der Namensvarianten, bezeichnet seit jeher einen Weiler in Waltenhofen bei Kempten. Der Name ist vermutlich ein mittelhochdeutsches Lehnwort zu lateinisch sutor, mit der Bedeutung: Näher, Schneider, Schuster. Bis in die Neuzeit hinein gab es viele Schreibvarianten, jeweils mit einem oder mit zwei „t“: Neben Seuter auch Sauter, Seiter, Seuther, Sewter, Siuter, Soiter, Soyter, Suiter, Sutter, Sutor, Sutoris, Sutorius, Sütter, Sütterlin, usw. Urkundlich traten sie ab dem 13. Jahrhundert in Erscheinung und etwa ab 1500 gab es Angehörige mit größerem Bekanntheitsgrad. Sie werden im Folgenden mit ihrer familiären Zugehörigkeit genannt, so weit diese erforscht ist. In den Aufstellungen bedeuten: * = Geburt, ** = Taufe, ⚭ = Heirat, † = Tod, †† = Bestattung; Großbuchstaben bezeichnen die Generationenfolge, Ziffern die Geschwisterfolge.

## Die Ritter und Patrizier Seuter aus Kempten
Die Kemptener Seuter (auch Seutter, Sewter, Suiter) waren Ritter auf Rittergütern im Umland von Kempten und eine dem Patriziat der Reichsstadt Kempten und der Bürgerstube angehörige adelige Familie. (Bis weit in die Neuzeit hinein enthielten adelige Namen nicht notwendigerweise ein „von“, da dieses noch ganz allgemein das Kommen aus einer bestimmten Ortschaft bedeutete.) Die von 1460 bis 1490 am Markt in Kempten wohnenden Seuter wurden auch Finsterlin genannt. Unter ihren Nachkommen waren die 1559 zusätzlich in den Reichs- und erbländisch-österreichischen Ritterstand erhobenen Seutter von Loetzen.

### Geschichte
Schon vor 1300 zogen Angehörige des Geschlechts aus dem Allgäu in die 1289 zur Reichsstadt erhobenen Stadt Kempten, wo sie von Anfang an regimentsfähig waren und öffentliche Ämter innehatten. Und sie saßen als Ritter auf ihren Gütern im Umland von Kempten, die sie teils zu Eigen, teils zu Lehen hatten, mit Gericht, Zwang und Bann. Neben dem ab 1559 namensgebenden Letzen (Loetzen, auch Letzau, heute Letten bei Kempten), das ihnen zu Lehen gegeben wurde und das sie von 1532 bis 1600 besaßen, werden insbesondere Eggen (auch Egg, z'Eggen) und Lenzfried (auch Lenzfritz, Lempfried) genannt; aber auch nördlich von Kempten und weiter entfernt, u. a. in Oberbeuren bei Kaufbeuren, gab es Besitzungen. Auch ihre Frauen stammten aus dem reichsstädtischen Patriziat Oberschwabens, das einen weltweiten Handel trieb und nicht nur Reichtum erwarb, sondern sich durch Weltoffenheit, Bildung und Können auszeichnete. Etwa ab dem 15. Jahrhundert waren die Seutter im Groß- und Fernhandel tätig. Sie handelten vor allem mit schwäbischer Leinwand – damals gab es etwa 800 Leinenweber in Kempten – und hatten Beziehungen nach Italien und Spanien. Auch waren sie politisch engagiert, als Patrizier der Reichsstadt Kempten und zum Beispiel im Schwäbischen Bund. Ein nicht genauer bezeichneter Gordian Seutter, vermutlich Gordian (II.), war Mitglied der Großen Ravensburger Handelsgesellschaft, die sich aber kurz nach 1500 auflöste, u. a. weil sie weiterhin das christliche Verbot des Zinsnehmens befolgte und deshalb nicht mehr konkurrenzfähig war.
Von den frühen Seutter in Kempten (13. bis 16. Jahrhundert) wurden neben den weiter unten genannten Stammvätern und bedeutenden Personen viele Familienangehörige urkundlich genannt. Die Historiker berufen sich dabei auf insbesondere die Kirchenbücher und Stadtarchive von Kempten und Kaufbeuren:
- 1293 und 1333 wurde ein Conrad Suiter aus Engelbolz (zwischen Seeg und Lengenwang im Allgäu) urkundlich als Bürger von Kempten genannt[4]
- 1330 heirateten Hanns Suiter (*um 1295) und Adelhait Speckl (Specklin). Als Söhne wurden genannt: Lorenz, Peter (* 1333) und Oswald († 1424). Hanns war Kemptener Bürger und Gerichtsherr zu Altusried und Calden bei Kempten. Er und sein Bruder in Imst, Rudolf Suiter aus Benzen (Banz, Benz), führten das adelige Wappen mit dem Roßmaulkorb[4].
- 1355 war ein Hans Seutter Erster Bürgermeister von Kempten
- 1370 hatte ein Oswald Suiter, ein Sohn von Hans Suiter, ausgedehnten Grundbesitz bei Calden und Altusried als Rothenstein'sches Lehen, mit Gericht, Zwang, Bann, Leibeigen etc. 1388 stand er im Städtekrieg „in der Rennfahne mit drei Spießen, jeder zu drei Pferden und zwei gerüsteten Leuten“. Noch 1403 ist er nachweisbar.
- 1383 haben die Seutter nachweislich den Roßmaulkorb im Wappen geführt, gleich wie Rudolph von Benz in Imst.
- 1402 wurde ein Peter Seutter als Bürger von Kempten und 1403 als Ratsherr und Sohn des Hanns Seutter genannt.
- 1406 wurde ein Rudolph (Ruoff, Rueff) Seutter bei einer Urfehde urkundlich als Bürger zu Kempten genannt.
- 1444 wurden als Spitalspfleger[5] (Vermögensverwalter) zu Kempten ein Peter (Sohn eines Oswald Seutter), ein Conrad (Conz, auch Lorenz) und ein Oswald Seutter genannt.
- 1449 war ein Peter Seutter Besitzer der Güter in Calden und Altusried, die er von seinem Vater mit allen gutsherrlichen Rechten erhalten hatte. Diese waren Lehen des Hanns von Rothenstein, der solche 1473 um 3000 fl. wieder einlöste.
- 1464 war ein Peter Seutter Schiedsrichter in einem Streit zwischen Kemptener Bürgern.
- 1471 erwarb ein Hanns Seutter, seit 1466 Ratsmitglied in Kempten, den Zinsertrag eines Guts zu Buchenberg.
- 1476 führte ein Rueff Seutter in einem Kaufbrief den Roßmaulkorb im Wappen.
- 1482 bezeugt und bestätigt Rueff den Söhnen Gordian und Lorenz seines Cousins Gordian das reiche Erbe ihrer Großeltern Bärtlin.

- 1484 wurde ein Jörg Sutter zu Rötenbach (gemeint ist das heutige Markt Rettenbach) genannt.
- 1491 war ein Ulrich Sutter Stadtammann zu Kempten. Ein Oswald Seutter wird als Spitalpfleger (Vermögensverwalter) zu Kempten genannt.

- 1497 war ein Hans Suiter Faktor der Fugger in Innsbruck[6]
- 1506 war ein Michael Seutter Spitalpfleger zu Kempten, 1511 Beysitzer der Amtsstuben und 1518 Erster Pfleger (Verwalter) der St. Wolfgangs Kapelle.
- 1509 bis 1513 war ein Ludovicus (Ludwig) Sewter (Seutter) Bürgermeister, Stadtammann (Richter) und 1511 auch Schwäbischer Commissarius und Baumeister zu Kempten. Er war verheiratet mit einer Peutinger.
- usw.

1515 wurde Gordian (III.) Seuter erstmals Bürgermeister der Reichsstadt. Er war der bekannteste Vertreter der Familie: 1525 schloss er mit Sebastian von Breitenstein den „Großen Kauf“ ab, bei dem die Reichsstadt sämtliche Rechte des Fürststifts Kempten innerhalb der Stadtmauern erkaufte. Erwirkt wurde damit, dass die Reichsstadt nun selber über ihre Grundstücks- und Rechtepolitik entscheiden konnte, wohin der Fürstabt des Stifts bisher viele Rechte hatte.
1548 gaben Gordian (III.) und sein Bruder Matthäus (I.) Seuter ihr Bürgerrecht in Kempten auf, nahmen daselbst nur einen Freisitz und zogen sich auf ihre Rittergüter zurück. Im Jahr 1559 wurden sie von Kaiser Ferdinand I. zusätzlich in den Reichs- und erbländisch-österreichischen Ritterstand erhoben und erhielten den Namen Seuter von Loetzen. Erst 1610 verließ einer der Nachkommen die Region Kempten und wandte sich nach Lindau im Bodensee, wo er prompt in die Patriziergesellschaft Zum Sünfzen aufgenommen wurde. Einige seiner Söhne wurden dann Bürger der Reichsstädte Nürnberg und Ulm. Die heutigen Seutter von Loetzen sind Nachkommen der Lindauer Linie.

### Wappen

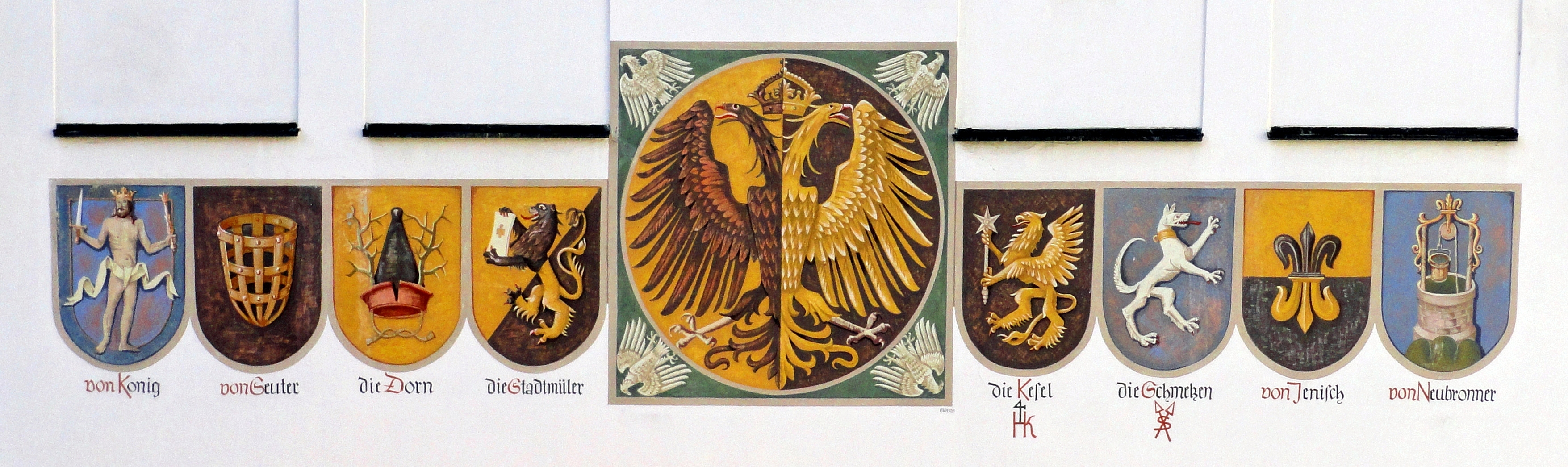
Patrizier-Wappen am Rathaus von Kempten

Das schon 1383 und 1476 belegte Wappen der Seuter in Kempten zeigt einen geflochtenen aufrecht stehenden und oben offenen gelben oder goldenen Korb auf schwarzem Grund.

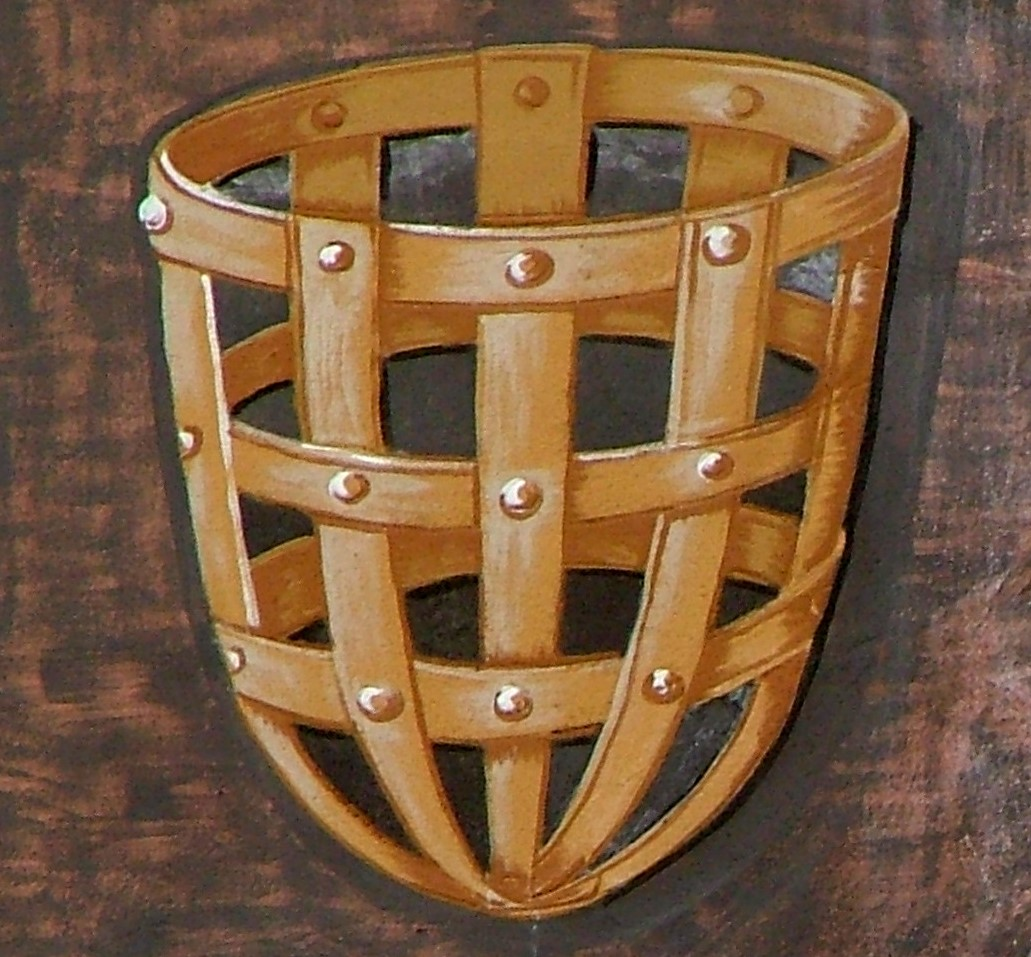
Wappenfigur des Seutterwappens am Rathaus von Kempten

In der heraldischen Literatur findet man widersprüchliche Angaben zur Wappenfigur des Seutterwappens. Manche Heraldiker bezeichnen den Korb (ohne Feuer und Flammen) als Feuerkorb. Siebmacher und Kneschke nennen und zeichnen eine Fischreuse. Auch Otto Titan von Hefner spricht von einer Fischreuse und schließt geradezu aus, dass es sich um einen Feuerkorb handeln könnte. Denn in seinem „Handbuch der theoretischen und praktischen Heraldik“ wird der Seutter'sche Korb in der Liste der Gemeinen Figuren explizit nicht als Feuerkorb angesprochen. In zwei beisammen stehenden Zeilen auf Seite 100 heißt es:
- Feuerkorb; # mit r. Flammen in S.: Proeck, Sachsen (915)
- Fischreuse; g. in #: Seutter, Lindau; schräggelegt s. in R.: Reischinger, Oberösterreich (916)

Tatsächlich aber ist der Seutter'sche Korb ein Rossmaulkorb (Fressbremse für Pferde), da er schon in den Blasonierungen der ältesten kaiserlichen Adels- und Wappenbriefe und auch späterhin in Dokumenten und zum Beispiel 1744 im Baselischen Lexikon so bezeichnet wird. Die Abschriften dieser Briefe in den Familienchroniken enthalten die hier gezeigten Strichskizzen, bei denen allerdings die zugehörigen schwarz-gelben Helmdecken nicht dargestellt sind.
Anmerkung: Bestimmend für ein verliehenes Wappen ist nicht das künstlerisch oft recht frei gestaltete Wappenbild, der Aufriß, sondern der Wappenbrief und der darin enthaltene Text der Wappenbeschreibung, die Blasonierung. Dabei sind insbesondere rechts bzw. vorne, und links bzw. hinten, heraldisch zu verstehen, also auf die Blickrichtung und den rechten Arm (Schwertarm) des Schildträgers bezogen. Der Schild wurde am linken Arm geführt.
- In der am 29. Januar 1491 in Linz a. d. Donau vom römisch-deutschen König, später Kaiser Maximilian I. für die Brüder Ulrich und Gordian „die Seuter“ gegebenen Bestätigung und Verbesserung des althergebrachten Adels und Wappens samt Kleinoden, findet sich folgende Blasonierung: „einen schwarzen Schild und darinnen einen gelben oder goldfarbenen Roßmaulkorb und auf dem Schilde einen Helm mit einer gelben oder goldfarbenen und schwarzen Helmdecken gezieret, dann stehend darauf ein schwarzer Hut mit überschlagener Stulpe und darauf aber einen Maulkorb“.
- Das 1532 von Kaiser Karl V. gebesserte Wappen der Seuter in Kempten zeigt über dem Schild mit dem gelben oder goldenen Roßmaulkorb in Schwarz einen geschlossenen Stechhelm, darauf eine goldene Laubkrone und der Rossmaulkorb, besteckt mit einem natürlichen Pfauenwedel.
- 1559 gewährte Kaiser Ferdinand I. den Brüdern Gordian (IV.) und Matthäus (I.) „die Seuter“ den Namen Seutter von Loetzen und eine Adels- und Wappenbesserung: Über dem Schild mit dem gelben oder goldenen Rossmaulkorb in Schwarz steht ein offener Turnierhelm, darauf eine goldene Laubkrone und der Rossmaulkorb, besteckt mit einem natürlichen Pfauenwedel. Dieses Wappen kann als Stammwappen der Herren, später auch Freiherren, Seutter von Loetzen bezeichnet werden.

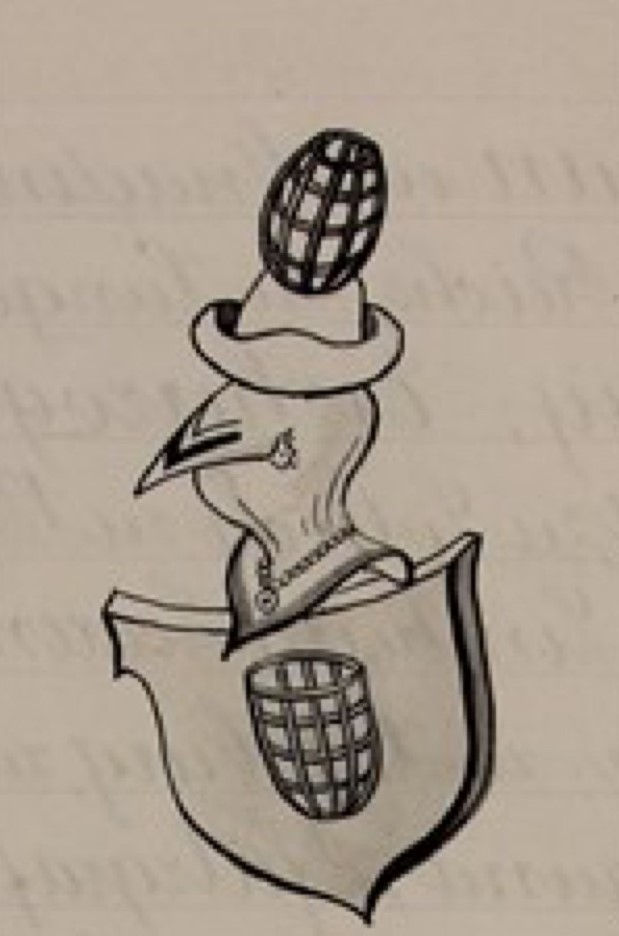
1491 gebessertes Wappen der Seuter
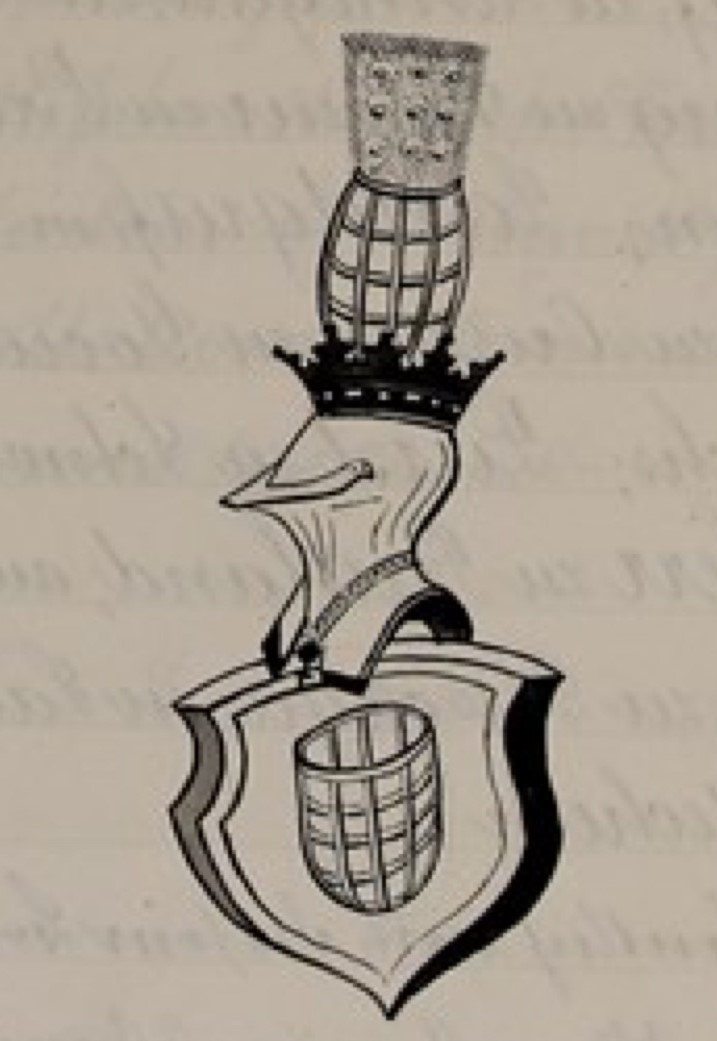
1532 gebessertes Wappen der Seuter
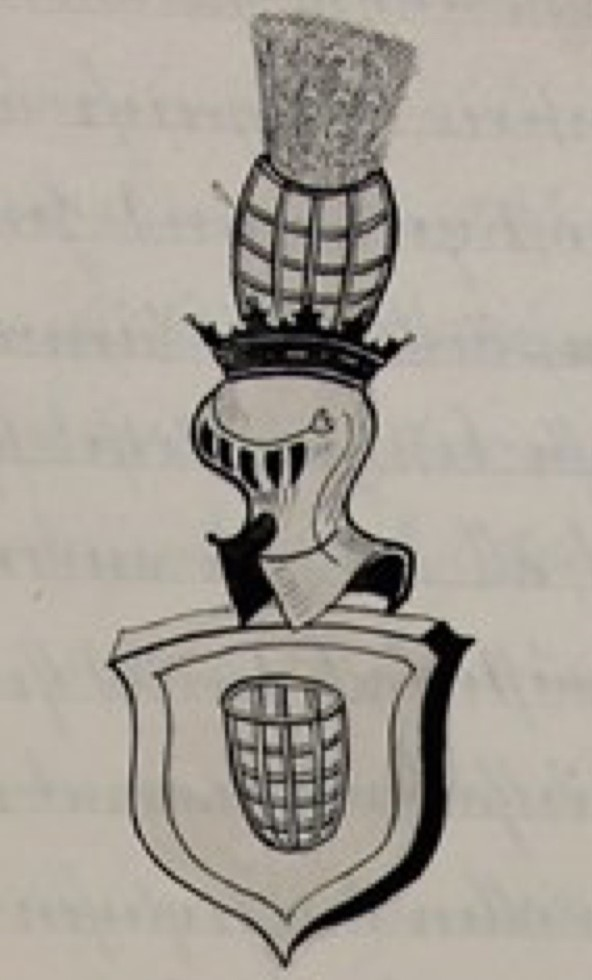
1559 gebessertes Wappen der Seuter, bzw. Seutter von Loetzen
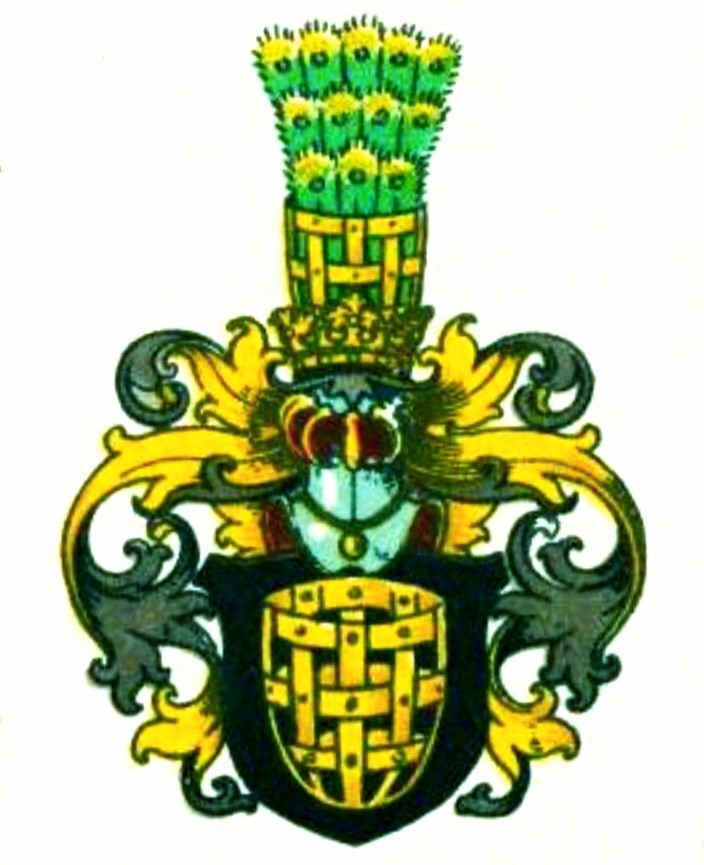
Stammwappen der Herren Seutter von Loetzen 1559-1813-1919

- Das gemehrte Wappen der Seuter von Lötzen ist geviertet mit einem schwarzen Herzschild, darin ist ein goldener Korb. Am ersten Platz ist ein in Gold gehaltener, gekrönter Adler, am zweiten Platz in Rot ein von drei silbernen Lilien beseiteter goldener Sparren. Auf dem Schild sind zwei gekrönte Spangenhelme, auf dem rechten ein mit fünf Pfauenfedern besteckter goldener Korb, auf dem linken ein gekrönter schwarzer Adler.
- 1813, bei der Immatrikulation der Lindauer Seutter von Loetzen in die Adelsmatrikel des Königreichs Bayern, wurde ihnen das 1559 verliehene Wappen neu verliehen. In der adelsrechtlichen Bedeutung führten sie es bis zur Aufhebung des Adels 1919.
- Die Freiherren Seutter von Loetzen des römisch-deutschen Reichs und später des Königreichs Württemberg und des Großherzogtums Baden führten nicht das Wappen von 1559, sondern gemehrte Wappen mit ebenfalls dem Seutter'schen Korb.

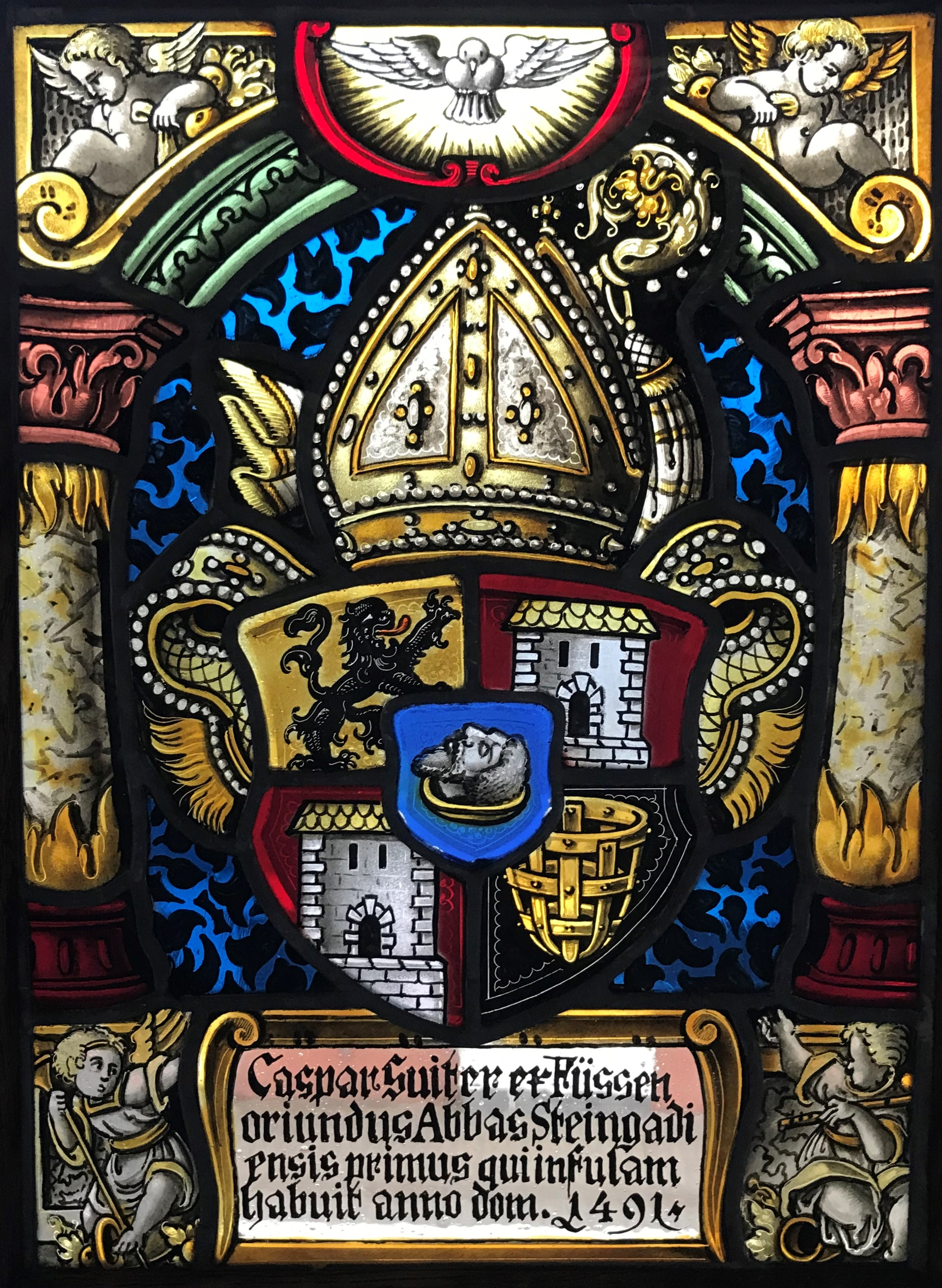
In Glasmalerei ausgeführtes Wappen von Caspar Suiter († 1491) als 4. Abt von Kloster Steingaden

Auch das Abtswappen von Caspar Suiter (auch Sutoris; † 1491) aus Füssen zeigt den Seutter'schen Rossmaulkorb. Er war Prämonstratenser im Welfenkloster Steingaden, studierte 1440 in Heidelberg, war unter anderem Ratgeber des Bischofs von Augsburg und Abt 1456–1491. Als erstem Abt von Steingaden wurden ihm bei einem Rombesuch 1475 die Pontifikalien verliehen, weshalb Mitra und Krummstab sein Wappen zieren. Der Herzschild vor dem gevierten Wappen zeigt in Blau eine goldene Schüssel mit dem abgetrennten Haupt des Kirchenpatrons Johannes Baptist. In Feld 1 steht in Gold der schwarze Welfen-Löwe, in 2 und 3 in Rot ein steinernes Portal (für Steingaden), und in Feld 4 der goldene Korb in Schwarz.

### Angehörige und Stammreihe der Seuter in Kempten

#### Die Stammreihe von vor etwa 1450
Die Stammreihe von vor etwa 1450 kann nicht sicher angegeben werden. Viele der Familiendokumente, die in einer eisernen Kiste in der von Gordian (II.) und seinen beiden Söhnen Gordian (III.) und Lorenz gestifteten Seitenkapelle der Kemptener Hauptkirche St. Mang aufbewahrt wurden, gingen 1633 im Dreißigjährigen Krieg bei der Plünderung und Brandschatzung Kemptens durch die kaiserlichen Truppen verloren.
Hier eine plausibel erscheinende Stammliste der frühen Seutter in Kempten. Sie berücksichtigt etwas spekulativ verschiedene Einzelnennungen in historischen Werken und in den Kirchenbüchern und Archiven insbesondere der Städte Kempten und Kaufbeuren. Im Wesentlichen aber beruht sie auf der um 1855 von August Seutter von Loetzen recherchierten Lindauer Seutter-Chronik, die weitgehend dem „Baselischen historischen Lexicon“ (1744) von Jacob Christof Iselin folgt, und auf den Angaben bei Becke-Klüchtzner, die dem Stammbaum der Freiherrn Seutter von Lötzen zugrunde liegen, wie er in den diversen genealogischen Handbüchern veröffentlicht wurde.
- X. Conrad Suiter (* um 1265) aus Engelbolz (zwischen Seeg und Lengenwang im Allgäu), urkundlich genannt 1293 und 1333 als Bürger von Kempten
  - Y1. Rudolph Suiter aus Benzen (Banz, Benz), führte in Imst (Tirol) das adelige Wappen mit dem Seutter’schen Roßmaulkorb
  - Y2. Hanns Suiter (* um 1295 Kempten) Bürger und 1331 Spitalpfleger zu Kempten; Gerichtsherr zu Altusried und Calden bei Kempten. Er führte das adelige Wappen mit dem Seutter’schen Rossmaulkorb und war 1355 Erster Bürgermeister von Kempten. ⚭ (1330) Adelhait Speckl (Specklin) (* um 1300)
    - Z1. Peter Suiter (* 1333), genannt 1402 als Bürger von Kempten und 1403 als Ratsherr und Sohn des Hanns Seutter
    - Z2. Lorenz Suiter, genannt als Sohn des Hanns Seutter
    - Z3. Oswald Suiter (* um 1330 Kempten), genannt als Sohn des Hanns Seutter und Bürger von Kempten. 1370 hatte er ausgedehnten Grundbesitz bei Calden und Altusried als Rothenstein'sches Lehen, mit Gericht, Zwang, Bann, Leibeigen etc. 1388 stand er im Städtekrieg „in der Rennfahne mit drei Spießen, jeder zu drei Pferden und zwei gerüsteten Leuten“. 1403 ist er noch nachweisbar.
      - A1. Oswald Seuter (* um 1370/1387 Kempten, † 1436 Kempten) Bürger zu Kempten und Gerichtsherr zu Altusried und Calden ⚭ Barbara Klammer von Weidach (Weydach) (* um 1380 Kempten)
        - B1. Conrad (Conz, auch Lorenz) Seuter, wird 1444 genannt als Spitalspfleger (Vermögensverwalter) zu Kempten.
        - B2. Oswald Seuter (* 1424, † 1491 Kempten) wird 1444 genannt als Pfleger (Verwalter) zu St. Stephan in Kempten und wohnte im Haus am Markt, nach dem die Seuter auch Finsterlin[2] genannt wurden. ⚭ (1444) Barbara Klammer von Weidach (Weydach) († 1510 Kempten)
          - C1. Rudolph (Rueff) Seuter (* 1440 oder 1451 Kempten, † 1518 Kempten) Bürger von Kempten, 1473 Hauptmann der Bürgerwehr, führte 1476 in einem Kaufbrief den Seutter’schen Rossmaulkorb im Wappen, war ab 1480 oftmals Bürgermeister und als Vermittler, Bevollmächtigter und Gesandter Kemptens tätig. 1482 bezeugt und bestätigt er den Söhnen Gordian und Lorenz seines Cousins Gordian (II.) das reiche Erbe ihrer Großeltern Bärtlin. 1482 (1485?) reitet er mit mehreren angesehenen Bürgern nach Durach, dem vom Ungarnkönig Matthias Corvinus vertriebenen Kaiser Friedrich III. entgegen. Rueff besaß das Gut Letzen und wurde 1483 als Lehensträger des Stifts genannt. 1485/86 war er als Altbürgermeister der Bevollmächtigte der Stadt in einem Streit mit dem Fürstabt Johannes II. von Riedheim des Stifts Kempten. Er galt als Sohn von Oswald & Barbara und wurde in Urkunden als Vater der Brüder Gordian (II.) und Ulrich genannt, weshalb die Lindauer Seutter-Chronik ihn als Stammvater annahm. Seine Vaterschaft wird trotzdem angezweifelt, da er anscheinend ein anderes Wappen besass. ⚭1 unbekannt; ⚭2 (1482) Dorothea Zwicker von Dachsberg (* 1440 Ittelsburg) Tochter von Hanns Zwicker[12] (* um 1395 Memmingen), dem Erbauer der neuen Ittelsburg an der Iller bei Memmingen, und Ursula Felber vom Wald; ⚭3 Affram Eiseler († nach 1527)

        - B3. Peter Seuter (* um 1410 oder 1427 Kempten, † 1466) wird 1444 genannt als Sohn von Oswald und als Spitalspfleger (Vermögensverwalter) zu Kempten, 1449 als Besitzer der Güter in Calden und Altusried, die er von seinem Vater mit allen gutsherrlichen Rechten erhalten hatte. Diese waren Lehen des Hanns von Rothenstein, der solche 1473 um 3000 fl. wieder einlöste. 1464 war er Schiedsrichter in einem Streit zwischen Kemptener Bürgern. ⚭ Margarethe Zwicker von Dachsberg (* um 1420 Memmingen) Tochter von Hanns Zwicker[12] (* um 1395 Memmingen), dem Erbauer der neuen Ittelsburg an der Iller bei Memmingen, und Else Ammann (* um 1400)

#### Die sichere Stammreihe ab etwa 1450
Sicher ist die Stammliste ab der Generation „C“ mit Gordian (II.) und seinen Geschwistern. Als ihr Vater gilt der Lindauer Seutter-Chronik zufolge Rudolph (Rueff) (* 1440), bei Becke-Klüchtzner ist es Peter (* um 1410 oder 1427). Ihre Mutter ist in beiden Fällen eine geb. Zwicker von Dachsberg.
- C1. Gordian (II.) Seutter „der Alt“ (* 1452 oder um 1460, † 1493) „der Alt“ gilt als der erste bedeutende Ahnherr der Seutter von Loetzen. Er war Stadtammann in Kempten, 1489 Spitalpfleger[5] (Vermögensverwalter) und wahrscheinlich Mitglied der Großen Ravensburger Handelsgesellschaft. 1491 erhielten er und sein Bruder Ulrich von König (später Kaiser) Maximilian I. eine Bestätigung und Besserung des althergebrachten Adels, Wappens und Kleinods. ⚭1 (um 1480) Ottilia (Ursula) Bärtlin (* 1450 Kempten) Tochter von Hanns Bärtlin aus Kempten; ⚭2 (1488 Kempten) Katharina von Babenberg (Bamberger) (* 1464 Kempten, † 1515)

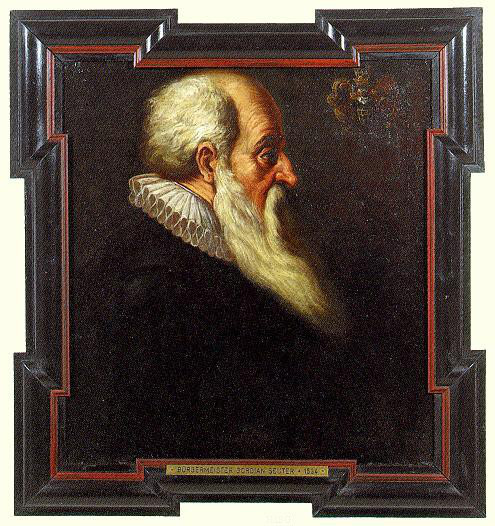
Porträt von Gordian (III.) Seuter († 1534) im Rathaus von Kempten.

  - Porträt von Gordian (III.) Seuter († 1534) im Rathaus von Kempten. D1. (aus ⚭1) Gordian (III.) Seutter „der Jung“ (* 1480 Kempten, † 1534 Kloster Ottobeuren) auch „der Große“, der „Berufene“, war ein Sohn Gordians (II.) und Inhaber mehrerer öffentlicher Ämter. Unter anderem war er 1506 Stadtammann (berufener Richter) und ab 1515 oftmals Bürgermeister der Reichsstadt. 1509/10 war er Abgesandter von Kaiser Karl V. zu Verhandlungen am Reichstag in Speyer über die Münzordnung und erreichte u. a. das Münzrecht für die Stadt Kempten. 1515 und 1525 war er Kaiserlicher Rat und Generalkriegskommissarius; Direktor des Schwäbischen Bundes, Hauptmann über etliche Fähnlein Knechte; des löblichen Schwäbischen Kreises Pfennigmeister und Oberproviantmeister über die vom Hl. Röm. Reich wider die Türken nach Ungarn gehenden Völker, zugleich mit Herzog Ernst von Bayern, Bischof von Passau. Weil ihm der sogenannte „Große Kauf“[7] von 1525 gelang, wurde er zum bekanntesten Vertreter der Seutter aus Kempten: Als der von seinen aufständischen Bauern bedrängte Fürstabt Sebastian von Breitenstein um Schutz und Asyl in der Stadt bitten musste, konnte er Gordian den Abschluss des lange zuvor ausgehandelten Vertrags nicht verweigern. Mit der kaiserlichen Bestätigung 1526 und der päpstlichen 1529 waren alle dem Stift Kempten verbliebenen grundherrlichen und obrigkeitlichen Rechte innerhalb der Stadtmauern um die horrende Summe von 32.000 Gulden abgelöst. So erst wurde die Reichsstadt tatsächlich zur Freien Stadt Kempten, was von ihr 1625 und 1725 als „Jubiläum Seutterianum“ groß gefeiert wurde; am Erinnerungstag hatten Kemptener Kinder noch bis zum Ersten Weltkrieg schulfrei. 1530 wurde Gordian (III.) zum Kaiserlichen Rat ernannt und 1532 erhielten er und sein Bruder Lorenz von Kaiser Karl V. eine Adelsbestätigung und Wappenbesserung. ⚭ (1505 Kempten) Ursula Vogt von Wierand, aus Österreich, keine Kinder
  - D2. (aus ⚭1) Lorenz (auch Laurentius, Laurenz) Seutter (* 1483 Kempten, † 1548), war Ratsherr zu Kempten, Kaiserlicher Rat und Pfennigmeister (Münzherr zu Kempten) und erhielt von Kaiser Karl V. (17. Juli 1532 Regensburg) eine Adelsbestätigung und Wappenbesserung gemeinsam mit seinem kinderlosen Bruder Gordian (III.), dessen Erbe er 1534 wurde. ⚭1 (1514 Kempten) Anna Sättelin von Eisenburg (* um 1488, † 1523); ⚭2 (1516/23 Kempten) Ursula Lupp (Lupin) von der Au (* um 1495 Ulm, † nach 1532 Kempten)
    - E1. (aus ⚭1) Erasmus Seutter (* um 1515) ⚭ Ne Lauber
    - E2. (aus ⚭2) Gordian (IV.) Seutter (* 1528 Kempten, † 1586), ab 1559: Seutter von Loetzen, der „Edel- und Ehrenveste“, war Adelsbürger und Handelsherr (u. a. für Leinwand und Salz) in der Stadt Kempten und Junker auf dem Gut Letzen bei Kempten, auch Kaiserlicher Secretarius bei Kaiser Ferdinand I. Er war der einzige, der wirklich als großer Herr auf Lötzen lebte und mit dem Fürstabt jagte und tafelte. In den Ratsprotokollen wurde er mit dem Titel Junker aufgeführt, und er war der erste, der mitunter Seutter auf'm oder von Letzen genannt wurde. Er und sein Bruder Matthäus „die Seuter“ erhielten von Kaiser Ferdinand I. (1. März 1559 Augsburg) eine Adelsbestätigung mit Wappenbesserung (offener Turnierhelm) und Erhebung in den erblichen reichsrittermäßigen Adel als Seutter von Loetzen; außerdem von Kaiser Maximilian II. (2. Juni 1569 Wien) einen außergewöhnlichen Schutz- und Schirmbrief „Privilegium Exemptionis“, der unter anderem von Kaiser Rudolf II. (11. August 1578 Prag), Kaiser Ferdinand III. (25. Mai 1641 Regensburg) und Kaiser Leopold I. (20./25. Oktober 1658 Wien) bestätigt und erneuert wurde. 1564 flüchtete Gordian (IV.) vor der Pest auf das nahe bei Kempten, bei Legau an der Iller, gelegene Schlösschen Waldeck der Fürstäbte von Kempten. ⚭ (1548 Ulm) Apollonia Krafft von Dellmensingen (* 1526, † 1574), 11 Kinder, unter ihnen:
      - F1. Elisabeth Seutter von Loetzen (* 1550 Kempten, † 1623 Isny) ⚭ (1567 Isny) Georg Eberz (* 1545 Isny, † 1617 Isny); zahlreiche Nachkommen in vielen Generationen, unter ihnen Otto von Bismarck (* 1815, † 1898).
      - F7. Matthäus (II.) Seutter von Loetzen (* 1557 Kempten, † 1634 Lindau) ⚭ (27. Juli 1590 Kaufbeuren) Barbara Honold von Emmenhausen (* 1570 Augsburg, † 1634 Lindau) Sie sind Stammeltern der Seutter von Loetzen, die ab 1610 in Lindau und ab der nächsten Generation „G“ auch in Nürnberg und Ulm ansässig waren.

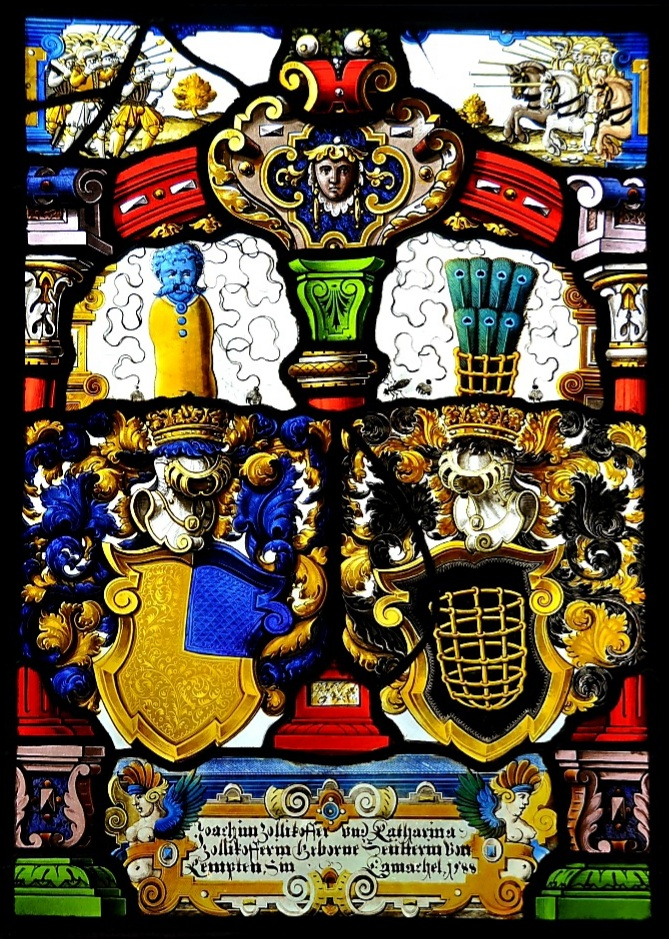
Allianzwappen Zollikofer-Seutter

    - Allianzwappen Zollikofer-SeutterE3. (aus ⚭2) Matthäus (I.) Seutter (* 1530 Kempten, † 1597 Kempten) (auch Matthias genannt) ⚭ (1550 Kempten) Ursula (Amalie) von Furtenbach (* 1527 Feldkirch, † 1599 Kempten). 1564 flüchtete die Familie mit dem ganzen Hausgesinde vor der Pest nach Sonthofen, und auch wegen der Kriegswirren in Kempten und wegen der bedrängenden Konfessionskämpfe zwischen Lutheranern und Reformierten wurden mehrere ihrer Kinder zur Sicherheit nach St. Gallen geschickt. Dort verheirateten sich die Töchter Susanna (* um 1551, † 1635), Katharina (* 1552, † 1629) und Barbara (* 1556, † 1617) und wurden[13] zu Ahnfrauen der Zili und der Zollikofer, deren zahlreiche Nachkommen sich in der Schweiz und in ganz Europa verbreiteten.[14] Das auf dem Zollikofer-Schloss Altenklingen im Thurgau, Schweiz, befindliche Allianzwappen von „Joachim Zollikofer und Katharina Zollikoferin geborne Seutterin von Kempten“, datiert 1588, bezeugt diese Verbindung. Katharinas Schwiegermutter Dorothea Theodosia von Watt (* 1523, † 1603) war die Tochter von Joachim von Watt (* 1484, † 1551): Der Vadianus[15] genannte Arzt und Humanist, Professor für Poesie und Rektor der Universität Wien, wurde 1514 von Kaiser Maximilian I. zum Poeta Laureatus gekrönt. Vadian war ein Wiener Studienfreund von Huldrych Zwingli (* 1484, † 1531) und wurde nach seiner Rückkehr 1519 nach St. Gallen zum Reformator und maßgeblichen Politiker der Reichsstadt St. Gallen. Die von Matthäus (I.) gegründete Linie ist schon in der Enkelgeneration erloschen im Mannesstamm.
    - E4. Narcissus Seutter (* 1532) Königseggischer Vogt in Oberdorf, ledig, bestattet in der Kirche von Oberdorf. Vermutlich adoptiert er Magnus (Mang) „Crafft genannt Seuther“ – siehe unten.

  - D3. Peter Seutter (* 1486 Kempten) Dr. jur., ledig, Geistlicher und bedeutender Humanist, der mit Gelehrten seiner Zeit, u. a. mit einem der bedeutenden Mönche in Ottobeuren, korrespondierte.
  - D4. Margarethe Seutter (* um 1490, † nach 1539) ⚭ Hans Hinderofen zum Muthen (* um 1478 Ravensburg, † nach 1534) Herr des Burgsitzes Muthen in Wohmbrechts bei Lindau (Bodensee); 1522 Bürger in Kempten; Teilhaber der Humpis-Handelsgesellschaft, auch im Auftrag der Ravensburger Handelsgesellschaft weit unterwegs.
- C2. Ulrich Seutter (* um 1461 Kempten, † 1494/1502) genannt als Bürger und Gewandschneider (Tuchhändler) in Kempten ⚭ (1485 Kempten) Barbara Schad von Mittelbiberach
- C3. Georg (Jörg) Seutter (* 1462 Kempten) leistet 1482 den Bürgereid
- C4. Barbara Seutter (* um 1464, † 1518 Kempten) ⚭ Martin Springer
- C5. Apollonia Seutter (* um 1465, † 1523 Memmingen) ⚭ (1486 Memmingen) Albrecht Schad von Mittelbiberach (* 1458 Memmingen, † 1505 Memmingen) Patrizier, Mitglied der Adeligen Gesellschaft zum Goldenen Löwen (sog. Großzunft) und Bürgermeister zu Memmingen.

## Mang Seuter und sein Bruder Balthasar und Vetter Sebastian
Einer privaten Mitteilung der Historikerin Dr. Sibylle Hauser-Seutter (1921–2013) zufolge darf vermutet werden, dass Mang Seuther ein geborener Crafft (auch Krafft) war und von Narcissus Seuter (* 1532) adoptiert wurde. Narcissus war Neffe und Miterbe des kinderlosen Gordian (III.) Seuter, und er war Königseggischer Vogt in Oberdorf und ebenfalls kinderlos. Da sein Bruder Gordian (IV.) Seuter (1528–1586) mit Apollonia, geb. Krafft von Delmensingen (1526–1574), verheiratet war, erscheint die Adoption durchaus wahrscheinlich.
- Magnus (Mang) Seuter (Seuther)[16] († 11. Februar 1585 Augsburg) aus Obern-Sunthofen; Bereiter und Stallmeister bei Marx (III.) Graf Fugger von Kirchberg und Weissenhorn; Landes-Hofstallmeister (Landhofmeister) in Bayern; Autor von Büchern über Trensen und über Rossarznei. Die vom späteren Kaiser Ferdinand I. am 5. Oktober 1551 in Augsburg gegebene Bestätigung des anererbten Wappens mit Lehenartikel wurde für Magnus „Crafft genannt Seuther“ ausgestellt. Adelsstand und Wappenbesserung (Kaiser Rudolf II., 24. Juli 1582 Augsburg) für Brüder und Vettern Magnus, Sebastian und Balthasar Seuther, mit demselben Wappen wie 1559 für unten genannten Balthasar Seuter.
- Balthasar Seuter (Seuther), Hauptmann; Adels- und Wappenbrief (Kaiser Ferdinand I., 30. Juni 1559)
- Sebastian Seuter (Soyter) erhält (20. September 1571 Wien) die Ausdehnung des seinem Vetter Magnus verliehenen Adels und Wappens auf ihn.

### Wappen
Angeblich: Geteilt, oben ein wachsender Widder mit gekrümmten Hörnern, unten drei Sterne (2 oben, 1 unten mittig); gekrönter offener Helm mit Decken, darauf wachsender Widder.

## Die Künstlerfamilie Seuter (Seutter) in Augsburg
Zur Künstlerfamilie Seutter in Augsburg gehörten bedeutende Künstler und Handwerker des 17. und 18. Jahrhunderts: Papiermacher, Goldschmiede, Silberhändler, Emailleure, Kunstmaler, Porzellan- und Fayencenmaler, Zeichner, Kupferstecher, Geographen (Kartographen), Globenhersteller, Drucker und Kunstverleger. Sie waren familiär und wirtschaftlich mit anderen Augsburger Handels- und Künstlerfamilien verbunden und unterhielten internationale Geschäftsbeziehungen. Trotzdem sind ihre Stamm- und Nachkommenslisten nur wenig erforscht, auch bleibt fraglich, ob eine nahe Verwandtschaft mit den Seutter von Loetzen aus Kempten, Ulm und Lindau bestand. Für herausragende Vertreter der Künstlerfamilie sollen im Folgenden die auch für den wirtschaftlichen Erfolg bedeutsamen familiären Beziehungen gezeigt werden:
- A1. Matthäus (I.) Seutter[18] (* 1533/1538) Papiermacher in Augsburg {{
  - B1. Matthäus (II.) Seutter[18] (* um 1574, † 1632) Goldschmied in Augsburg
    - C1. Martin Seutter[18][19] (* 1607, † 1677/1681) ältester Sohn; kaiserlicher Hofsilberhändler in Augsburg und Wien; erhielt 1650 vom Hof den Auftrag zur Lieferung eines Tafelgeschirrs an die Hohe Pforte; ⚭ (20. Juni 1635 Augsburg) Veronika (Viktoria) Schanternell[19]
      - D1. Matthäus (III., auch Matthias) Seutter[19][20] (* 1638, † 1704) Goldarbeiter (Geselle eines Goldschmieds) in Augsburg ⚭ Helena Geiselmair[19][20] (* 1658, † 1704) Tochter des Augsburger Bierbrauers Hans Geiselmair ⚭ Barbara NN

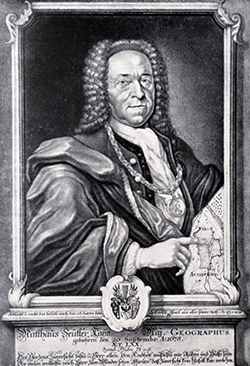
Matthäus Seutter der Ältere

        - Matthäus Seutter der ÄltereE1. Matthäus (IV., auch Matthias) Seutter der Ältere[18][19][20] (* 20. September 1678 Augsburg, † vor 16. März 1757 Augsburg) Zeichner, Kupferstecher, Kartograph, Drucker und Verleger; Kaiserlicher Geograph; möglicherweise der bekannteste Träger des Namens Seutter. ⚭1 (1707 Augsburg) Maria Barbara Gaap[19][20] (* 1681, † 1708) Tochter von Johann Georg Gaap ⚭ Rosina Lang; ⚭2 (1708 Augsburg) Euphrosina Grießbeck[19][20] (* 1689, † 1716) 6 Kinder (4 früh verstorben); Tochter von Caspar Grießbeck ⚭ Regina Eberhard; ⚭3 (1717 Augsburg) Magdalena Mitteregger[19][20] († 1761) 7 Kinder (5 früh verstorben); Tochter von Johann Mitteregger
          - F1. (aus ⚭2) Euphrosina Seutter[19] (* 1709, † 1784) ⚭ (1740) Tobias Conrad Lotter[19][20] (* 4. September 1717 Augsburg, † vor 14. Juli 1777 Augsburg) Kupferstecher, Kartograph, Landkartenverleger, erwarb um 1762 die Kupferdruckplatten und Kartenbestände vom Verlag seines Schwiegervaters
            - G1. Matthäus (Matthias) Albrecht Lotter (* 1741, † 1810) Kupferstecher, Landkartenverleger
              - H1. Gabriel Lotter (* 1776, † 1857)
              - H2. Georg Friedrich Lotter (* 1787, † 1864)

            - G2. Georg Friedrich Lotter (* 1744, † 1801) Kupferstecher, Landkartenverleger
            - G3. Gustav Conrad Lotter (* 1746, † 1776) Kupferstecher, Landkartenverleger

          - F2. (aus ⚭2) Georg Matthäus Seutter[19] (* 1710) Kupferstecher
          - F3. (aus ⚭3) Albrecht Carl Seutter[19][20] (* 1722 Augsburg, † vor 15. Juni 1762 Augsburg) wie sein Vater Kaiserlicher Geograph, Kupferstecher und Zeichner, übernimmt den Karten- und Kunstverlag seines Vaters.
          - F4. (aus ⚭3) Anna Sabina Seutter[19] (* 1731, † 1782) ⚭1 Christoph Gustav Kilian[19] (* 1724, † 1776) Pastellmaler, Schabkünstler, Kunstverleger; ⚭2 Georg Balthasar Probst[19] (* 1732, † 1801) Bildnis und Veduten-Stecher, Kunstverleger.

      - D2. Daniel Joseph Seiter (* 6.8.1647 Wien, † 2.11.1705 Turin) (auch: Saiter, Seutter, Seyter, Syter); genannt: Daniele Fiammingo; Maler und Zeichner in Venedig [bei Johann Carl Loth (1632–1698)], in Florenz, Rom und Turin; ⚭ (1682 Rom) Angela Giannini, aus Rom[21]
        - E1. Agostino Seiter (1683 – um 1742) Maler in Rom[21]
        - E2. Pietro Seiter (* 1687) Baumeister und Kupferstecher in Rom und Turin[21]
          - F. (Sohn von Agostino oder Pietro) Amadeo Seiter (* 1712) Menuisier (Tischler), Fertiger von Marmor-Inkrustationen[21]

    - C2. Johannes (I.) Seutter[18] (* 1614, † 1681) Goldschmiedemeister seit 1639, etliche Nachkommen arbeiten als Goldschmiede und Goldarbeiter, andere als Maler, Kupferstecher, Formschneider und Stoffdrucker ⚭ (1640) unbekannt
      - D1. Johannes Paulus (I.) Seutter[18] (* 1646, † nach 1696) Goldarbeiter bzw. Goldschmied in Augsburg
        - E1. Bartholomäus Seutter[18][22](* Jan. 1678 Augsburg, †† 15. September 1754 Augsburg) Goldschmied, Zechpfleger, Emailleur (Schmelz- und Emailmalerei), Porzellan- und Fayencenmaler, Keramikhändler, Seidenfärber, Kupferstecher und Verleger. Er entwickelte Muster aus zarten Blumen, Insekten und Vögeln für Meißener Porzellan und bemalte u. a. die Keramiken seines Bruders. Auch übernahm und verbesserte er das Mezzotinto-Farbdruckverfahren des Niederländers Johannes Teyler und lieferte in Zusammenarbeit mit Johann Jakob Haid und Johann Elias Ridinger die Platten zu Johann Wilhelm Weinmanns Pflanzenatlas Phytanthoza Iconographia (1737–1745 Regensburg).
          - F1. Abraham Seutter[22] (** 15. September 1709 Augsburg, † 11. Februar 1770 Augsburg) Seidenfärber ⚭ (31. Mai 1735 Augsburg) Susanna Barbara Bubeleber[22] (* um 1714 Kirchberg / Jagst, †† 1. April 1783 Augsburg)
            - G1. Johann Bartholomäus Seitter (Seutter)[22] (** 24. Juni 1737 Augsburg, † 26. Februar 1796 Brünn) Tuchfabrikant in Brünn; ⚭ (21. Mai 1768) Johanna Katharina Schlösser[22] (** 26. April 1743 Monschau, † 3. April 1810 Brünn)
              - H1. Susanna Judith Seitter (Seutter)[22] (* 5. März 1770 Brünn, † 17. September 1818 Monschau) ⚭ (24. August 1789 Monschau) Maximilian Friedrich Scheibler[22] (* 15. September 1759 Bergisch Neukirchen, † 20. März 1840 Monschau) evangelisch-lutherischer Pfarrer in Düren, Menzerath und Monschau; 10 Kinder
              - H2. Regina Herniette Seitter (Seutter)[22] (* 23. November 1783 Brünn) ⚭ (20. August 1813 Monschau) Heinrich Jakob Troisdorf (Trostorff)[22] (* 10. November 1769 Vaals, Niederlande, † 4. September 1852)

        - E2. Johannes (III.) Seutter[18] (* 1686, † 1719) Kunstmaler, Zeichner und Kupferstecher in Augsburg; war 1710–1713 in Berlin tätig; stilistisches Vorbild[18] war anscheinend Johann Carl Loth (1632–1698)
          - F1. Johann Gottfried Seutter[18][23] (* 8. August 1717 Augsburg, † 30. Dezember 1799, †† Jan. 1800 Augsburg) war der letzte männliche Namensträger; Maler, Zeichner und Kupferstecher; lernte bei seinem Stiefvater Johann Elias Ridinger (1698–1767), dann 2 Jahre bei Georg Martin Preißler (1700–1754) in Nürnberg. 1743 Reisen nach Florenz, Rom und Venedig. Seit 1750, unterbrochen von einer weiteren Venedigreise, dauerhaft in Augsburg ansässig.[24]

        - E3. Abraham Seutter (* 1699, † 1747) Goldschmied und Feuermaler in Augsburg, spezialisiert auf die Herstellung von Goldchinesen (Chinoiserien mit der Technik der Goldradierung)

      - D2. Daniel Seutter (Seiter) (* 1647, † 1705) Maler und Zeichner
      - D3. Johann (II.) Seutter[18] (* 1651, † nach 1704) Goldschmiedemeister
      - D4. Johann Christoph Seutter[18] (* 1657, † 1693) Goldarbeiter

## Familien Melchior und Joachim Seuter (Soiter) aus Landsberg am Lech
In Landsberg am Lech trat die Familie Seuter (auch Soiter, Suiter, Suter, ...) spätestens seit 1483 urkundlich in Erscheinung. Melchior und Joachim waren beide verheiratet mit Töchtern des berühmten und gelehrten Dr. jur. Konrad Peutinger (* 14. Oktober 1465 Augsburg, † 28. Dezember 1547 Augsburg) bedeutender Humanist, Jurist und Historiker, Augsburger Stadtschreiber und Berater der Kaiser Maximilian I. und Karl V., Angehöriger des Augsburger Patriziats 1538, Erhebung in den Reichsadel 1547. Seine Gemahlin (⚭ 1498/99) Margaretha, geb. Welser (* 14. März 1481 Memmingen, † 1552 Augsburg) galt als ebenso bedeutende Humanistin. Ihre Nachkommen waren vielfach versippt mit Patriziern der süddeutschen Reichsstädte und mit den Seutter von Loetzen.
- A1. Melchior Soiter (auch Sewter) der Ältere[25] (* um 1470), Bürgermeister 1494–1518 von Landsberg am Lech
  - B1. Melchior Soiter[25][28] von Windach (* um 1500, † 1554/55) Dr. jur.; als junger Mann führte er 1514 Studenten der Universität in Wien zu Kaiser Maximilian I. nach Wels und erreichte die Aufhebung des Verbots, Waffen zu tragen. Karriere machte er als Kanzler von Friedrich II. der Weise, Kurfürst von der Pfalz. 1524 nahm er als Kanzler und Abgesandter des Fürstbischofs von Freising und Naumburg am Reichstag in Nürnberg und 1525/26 in Augsburg teil; 1530 war er als Jurist und Delegierter der Reichsstadt Kempten am Reichstag in Augsburg und unterzeichnete für Kempten gemeinsam mit Bürgermeister Seltmann die Augsburger Konfession. 1537 erwarb er die Hofmark Windach bei Landsberg am Lech und ließ das Schloss Windach erbauen. 1546 war er Pfleger in Paltenberg. ⚭ (15. Februar 1525) Constantia Peutinger[25][24][27][28] (* 12. Februar 1502, † 29. Juni 1547), berühmt geworden als „die schönste und tugendhafteste der Augsburger Jungfrauen“, da sie am 12. Juli 1517 bei der Krönung von Ulrich von Hutten zum Poeta Laureatus durch Kaiser Maximilian den Lorbeerkranz geflochten hat, der auf dem berühmten Bild des gleichzeitig zum Ritter geschlagenen von Hutten zu sehen ist. Tochter von Dr. jur. Conrad Peutinger[27] (* 14. Oktober 1465 Augsburg, † 28. Dezember 1547 Augsburg) bedeutender Humanist, Jurist und Historiker, Augsburger Stadtschreiber und Berater der Kaiser Maximilian I. und Karl V.; ⚭ (1498/99) Margaretha Welser[27] (* 14. März 1481 Memmingen, † 1552 Augsburg) Humanistin, 10 Kinder, darunter:
    - C1. Helena Soiter[28] (* um 1530) ⚭ (nach 1557) Hieronymus Imhof (* um 1520 Nürnberg?)
    - C2. Sabina Soiter[28] (* um 1531, † 26. April 1557) ⚭ (1554) Hieronymus Imhof (* um 1520 Nürnberg?)
    - C3. Catharina Soiter[28] (* um 1535 Landsberg am Lech, † 19. August 1595 Augsburg) ⚭ (1. August 1558) Carl Wolfgang Rehlinger (* 1529 Augsburg, † 13. September 1588) Patrizier; erhält Windach etc.
    - C4. Felicitas Soiter[28] (* um 1540 Landsberg am Lech, † 1594) ⚭1 (26. Januar 1563) Hans (II.) Herwart (* um 1520, † 23. März 1575) ⚭2 (1578) Michael Geizkofler (* 1527, † 1578) über 50 Jahre lang tätig bei den Fugger
    - C5. Anna Maria Soiter[25][28] (* um 1544) ⚭ Matthäus (Matheis) Hopfer (Hofer)[25] (* 9. August 1564 Augsburg, † 19. Januar 1624) Handelsmann in Augsburg

  - B2. Joachim Soiter (I.)[25][24][28] (* 1502, † um 1562) von Haldenberg; Bürgermeister 1531–1562 von Landsberg am Lech; erbt 1531 Burg Haltenberg von Gabriel Rehlinger ⚭ (26. Februar 1542) Sabina Peutingera[24][27][28] (* 5. April 1520, † 5. Februar 1557) jüngste Schwester oben genannter Constantia.
    - C1. Joachim Soiter[25], ab 1586 Bürgermeister von Landsberg am Lech

## Familie Conrad Seuter aus Schwäbisch Hall
Die Seuter in Schwäbisch Hall hatten spätestens seit etwa 1540 öffentliche Ämter der Reichsstadt inne. Möglicherweise bestand eine nahe Verwandtschaft mit der unten genannten Familie des Dr. jur. Werner Seuter aus Schwäbisch Hall.
- A1. Konrad (Conz) Seuter[29] (* um 1450 Wackershofen bei Hall, † um 1500), ⚭ Christina Küchenmeister (oder Else Grobach, † um 1470) 
  - B1. Conrad Seuter[30] (* um 1500, † 1578 Hall) 1523 Tucher, 1542 Ratsherr, dann als Protestant aus dem Rat abgesetzt, 1556 wieder eingesetzt, Ratsherr in Hall bis 1575; ⚭ (1523 Hall) Christine Schaub (Scheyb)[30] (* um 1490 Hall, † 1535)
    - C1. Conrad Seuter[30] (* 1524 Wackershofen, †† 15/25. Juni 1580 Hall) Bürger, Senator, Steuerherr und Tucher in Hall, ⚭ (1544 Hall) Anna Stadtmann[30] (* 1527 Hall, † 1. Dezember 1596 Hall) Tochter von Burkhard Stadtmann (* 1499 Hall, † 1. Juli 1547 Hall), ⚭ (1524 Hall) Barbara Gräter (* 1499 Hall, † 14. Juli 1585 Hall)
      - D1. Johanna (Anna) Seuter[30] (* 1555 Hall, † 20/25. September 1611 Hall) 11 Kinder, ⚭ (19. Juni 1577 Hall) Balthasar Moser von Filseck[30] (* 29. September 1556 Göppingen, † 17. Juni 1610 Hall) Stättmeister von Hall, Sohn des 1573 von Kaiser Maximilian II. geadelten Balthasar Moser von Filseck und Weilerberg (** 4. Mai 1525 Herrenberg, † 4. Mai 1595 Stuttgart), Geschäftsmann und Bürgermeister von Göppingen, herzoglicher Kammermeister, aus 1. Ehe (1545 Stuttgart) mit Barbara König († 5. Dezember 1571 Göppingen).

## Familie Dr. jur. Werner Seuter (Seutter) aus Schwäbisch Hall

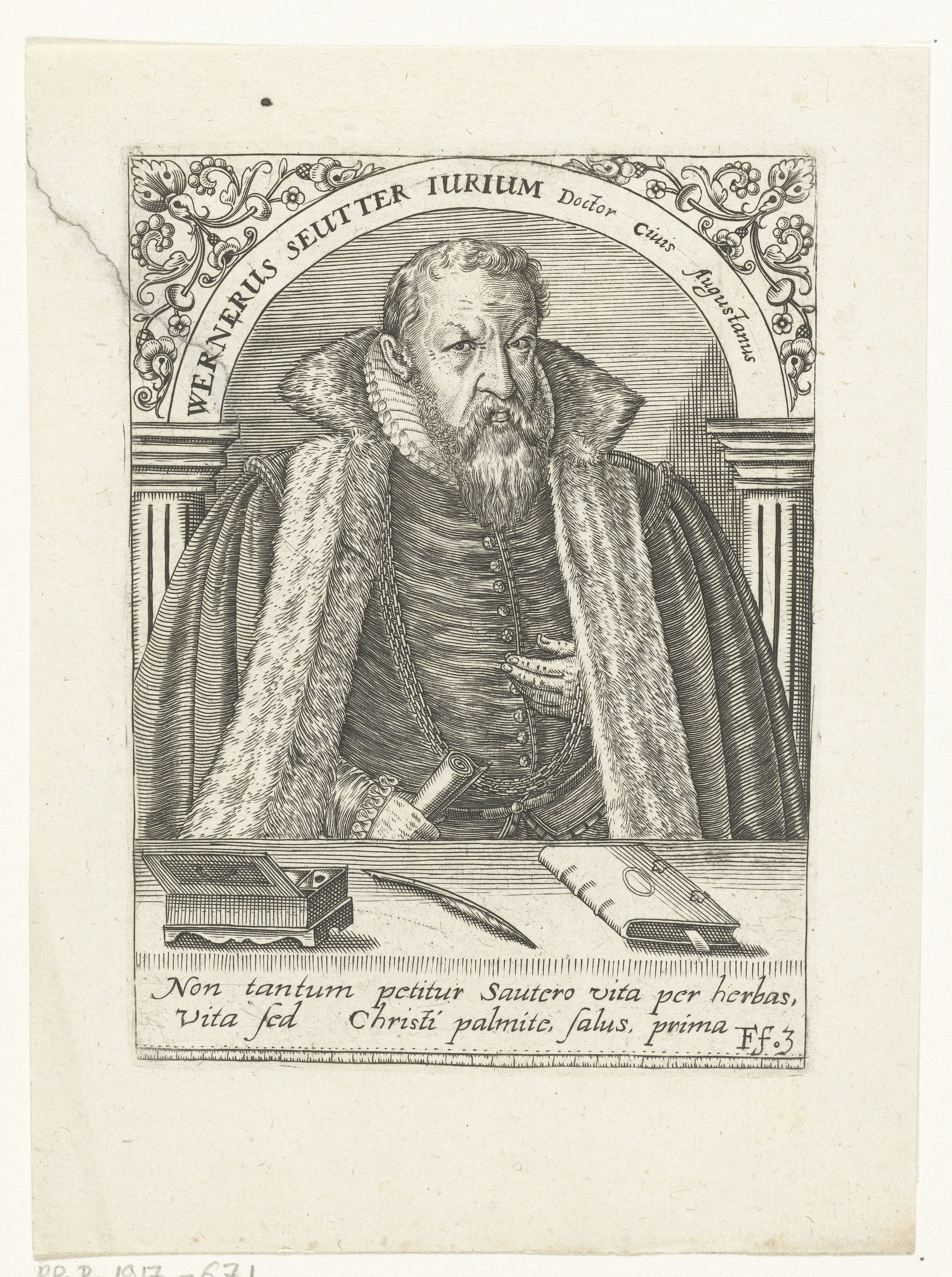
WERNERUS SEUTTER Iurium Doctor civis Augustanus. Non tantum petitur Sautero vita per herbas, vita sed Christi palmite, salus, prima. Ff.3

Möglicherweise bestand eine nahe Verwandtschaft mit der oben genannten Familie von Conrad Seuter aus Schwäbisch Hall. Fraglich ist, ob eine solche mit den Seutter von Loetzen aus Kempten, Ulm und Lindau bestand, wie sie z. B. von Friedrich Cast in „Genealogisches Jahrbuch des deutschen Adels für 1844“ behauptet wurde.
- B1. Conrad Seuther[32][33], war 40 Jahre lang Stättmeister (Bürgermeister) von Hall
  - C1. Werner Seutter[32][33] (* um 1532 Hall, † 17./20. April 1599 Augsburg) Dr. jur.; nach dem Studium in Tübingen und Aufenthalten in Frankreich und Italien war er am Höchsten Gericht in Speyer und wurde 1560 als Advokat nach Augsburg berufen, wo er 20 Jahre lang blieb und z. B. auch Vertreter der Reichsstadt Donauwörth auf dem Reichstag war. 1583 sollte er ausgewiesen werden, weil er die Gregorianische Kalenderreform ablehnte; er zog es vor, auszuwandern und wurde Ratsadvokat der Reichsstadt Ulm. Die damals schon zahlreich in Ulm lebenden Seuter scheinen von ihm abzustammen. 1594 wurde er als Syndicus von Donauwörth „der Alt“ genannt: Er hatte also einen Sohn gleichen Namens. Von Jacob Rulich gibt es eine „Leichenpredigt für Dr. Werner Seutter“ in der Stadtbibliothek in Nördlingen. Auf Seite 27 heißt es: „Er hat auch nicht weniger von seinen Leiblichen Elteren einen guten Namen erobert, weiln dieselbige in der Fürnemen deß H. Römischen Reichsstatt Schwöbischen Hall von ansehnlichem und wolgehrtem Geschlecht: wie dann seine vorfahren und darunder auch sein geliebter Herr Vatter Conrad Seuther, dem höchsten und fürnembsten Ampt daselbsten mit lob fürgestanden und 40 gantzer Jar Stätmeister gewesen ...“; ⚭1 (um 1558) Sophia Planck, 9 Kinder; ⚭2 (16. Januar 1576 Augsburg) Dorothea Weisslandt, 6 Kinder.
    - D1. (aus ⚭1) Anastasia Seutter[32] (* 16. Juni 1561 Augsburg, † 7. Mai 1622 Nördlingen) ⚭ (19. Februar 1593 Augsburg) Jacob Killinger[32][34] (* 1. Juli 1571 Dinkelsbühl, † 17. September 1646 Nördlingen) Dr. jur., Advokat, Ratskonsulent zu Augsburg, ab 1610 zu Nördlingen. Als Witwer heiratete er (1623) Regina Ehinger von Balzheim[32] (* 1578, † 17. Januar 1672 Nördlingen)
      - E1. Jacob Werner Killinger[34] (* 15. April 1598 Augsburg, † 18. Juni 1620 Augsburg) Dr. jur., Advokat und Ratskonsulent der Reichsstadt Augsburg
      - E2. Rebecca Sophia Killinger[32] (* 1601 Augsburg, † 1627 Augsburg) ⚭ Hans von Welser[32] (* 8. März 1594, † 1635), Sohn von Heinrich (sen.) von Welser[32] (* 1555, † 13. September 1624 Augsburg) ⚭ (26. April 1586 Augsburg) Anna Maria Magdalena Sulzer[32] (* 5. April 1564 Augsburg, † 1. Mai 1620 Augsburg) Anmerkung: Anna Barbara von Welser[35] (* 1626, + 12. Oktober 1679), eine Nichte von obigem Hans von Welser, heiratet (8. November 1656 Augsburg) Hans Adam Seutter von Loetzen[35] (* 1598, † vor 1674), den Begründer der älteren Nürnberger Linie der Seutter von Loetzen.

### Wappen
Bürgerlich, in Schwarz ein rot gekleideter Mann mit goldenen Aufschlägen. Darauf ein geschlossener Helm und ein offener roter Flug mit einem schwarzen, mit 2 roten Lilien belegten Balken. Die Helmdecken rot und schwarz.

## Familie Seuter (Sauter) in St. Gallen in der Schweiz
Genealogische Verwirrung kann es mit der Familie Seuter (Sauter) geben, die in St. Gallen (Schweiz) zur selben Zeit ansässig war, als sich dorthin Jugendliche der Seutter aus Kempten in Sicherheit vor Krieg und Pest brachten. Sie sind aber nicht verwandt, sondern diese Seuter stammten von den zu Ende des 13. Jahrhunderts von Schottland in die Schweiz gekommenen Soutter von Johnston, deren Name eingedeutscht wurde, u. a. zu Sauter. Das Geschlecht hat sich in mehreren Kantonen der Schweiz verbreitet.
- A1. Hans (sen.) Sauter (* um 1460, † 1506 St. Gallen), Bäcker, Bürger von St. Gallen; der erste in Sankt Gallen urkundlich genannte Nachkomme der Soutter; sein Adel wurde als „schneeweiss“ anerkannt.
  - B1. Georg (Georges) Sauter (* um 1490 St.Gallen, † 1529 St.Gallen) Müller, Bürger von St.Gallen ⚭ Anna Stauder (* 1497 St. Gallen) 5 Kinder
  - B2. Hans (jun.) (Jean) Sauter (* 1502 St.Gallen, † 1567) Bäcker, Richter, Bürger von St.Gallen, ⚭1 (vor 1528) Barbara Schallmeyer (* 1507, † 1562) 10 Kinder
    - C1. Abraham Sauter (* 3./13. September 1540 St.Gallen, † 1. Juli 1607) Bürger von St.Gallen, Stadtrichter, Brotschauer, Windwachter, Zunftmeister; ⚭1 (18. September 1560 St. Gallen) Anna Müller (* 1. April 1539 St. Gallen, † 1. November 1567 St. Gallen); ⚭2 (1./11. März 1568 St. Gallen) Anna Stäbinger (* um 1553, † 13. Mai 1599 St. Gallen); ⚭3 (13. August 1599 St. Gallen) Augusta Cleophea Hux (* 1556, † 19. März 1617 St. Gallen)
      - D1. (aus ⚭3) Barbara Sauter (** 13. Juli 1602 St.Gallen, † 24. Dezember 1635 Gais) 8 Kinder ⚭ (10. Februar 1618 St.Gallen) Sigmund Zollikofer (** 23. April 1590 St.Gallen, † 2. April 1663 St.Gallen) von Nenggensperg, Notensteiner und Pursner der Notensteiner, Kaufmann in Verona 1632
      - D2. (aus ⚭3) Abraham Sauter (* 9. August 1604 St.Gallen, † 15. Januar 1650 St.Gallen) ⚭ (14. November 1626 St. Gallen) Anna Cunz (Künz, Kunz) (* 2. April 1595 St. Gallen, † 15. Januar 1665 St. Gallen) mind. 4 Töchter, 1 Sohn
        - E1. Abraham Sauter (* 12. August 1631 St.Gallen, † 23. Juli 1678 St.Gallen) ⚭ (14. November 1654 St. Gallen) Anna Barbara Amstein (* 30. Oktober 1629 Bischofszell, † 20. November 1664 St. Gallen) mind. 3 Töchter, 3 Söhne (Christoph, Abraham, David)